# تومي غراهام
تومي غراهام (بالإنجليزية: Tommy Graham)‏ (31 مارس 1958 غلاسكو المملكة المتحدة - ) هو لاعب كرة قدم بريطاني يلعب كلاعب وسط.